# Андски тити
Андски тити (лат. Callicebus oenanthe) је врста примата (Primates) из породице Pitheciidae. Овај тити је ендемичан за малу област Анда у Перуу.

## Станиште
Станишта врсте су шуме.

## Угроженост
Ова врста се сматра критично угроженом.